# Reymondia minor
Reymondia minor е вид коремоного от семейство Paludomidae.

## Разпространение
Видът е разпространен в Бурунди, Демократична република Конго, Замбия и Танзания.